# Pablo de Almeida Ribeiro
Pablo de Almeida Ribeiro, noto semplicemente come Pablo (Uruguaiana, 5 marzo 1979), è un ex giocatore di calcio a 5 brasiliano.

## Carriera
Laterale brevilineo e tecnico, era dotato di una straordinaria freddezza sotto porta che gli valse la vittoria della classifica marcatori in due edizioni consecutive della Liga Futsal (2003 e 2004). Dopo gli inizi con la squadra della propria città natale, nel 1998 è passato al Carlos Barbosa con cui ha vinto due campionati nazionali, quattro statali, una Taça Brasil e due Coppe Libertadores. Ha fatto parte della nazionale brasiliana per sei anni, realizzando 60 gol in oltre novanta incontri.

## Palmarès

### Competizioni nazionali
- Campionato brasiliano: 2
  - Carlos Barbosa: 2001, 2004
- Supercoppa di Spagna: 1
  - Playas de Castellón: 2004
- Campionato italiano: 1
  - Luparense: 2011-12

### Competizioni intercontinentali
- Coppa Intercontinentale: 1
  - Carlos Barbosa: 2004